# Kirk Kerkorian
Kerkor "Kirk" Kerkorian (6. června 1917 Fresno – 15. června 2015 Beverly Hills) byl americký podnikatel, investor a filantrop. Byl prezidentem a generálním ředitelem společnosti Tracinda Corporation, své soukromé holdingové společnosti se sídlem v Beverly Hills v Kalifornii. Kerkorian byl jednou z důležitých postav při utváření Las Vegas a spolu s architektem Martinem Sternem Jr. ho označovali za „otce megaresortu“. V Las Vegas třikrát postavil největší hotel na světě: International Hotel (otevřen v roce 1969), MGM Grand Hotel (1973) a MGM Grand (1993). V roce 1979 koupil filmové studio Metro-Goldwyn-Mayer.
Kerkorian je arménského původu a prostřednictvím své nadace Lincy Foundation, která byla založena v roce 1989 a zaměřovala se zejména na pomoc při obnově severní Arménie po zemětřesení v roce 1988, poskytl na charitativní účely v Arménii více než 1 miliardu dolarů. Kerkorian také poskytl peníze na zajištění natočení filmu o historii arménské genocidy. Výsledný film s názvem The Promise měl premiéru v dubnu 2017 ve Spojených státech. V roce 2000 jej časopis Time označil za desátého největšího dárce v USA. Kerkorian byl prohlášen čestným občanem Arménie. Byl mu udělen titul Národní hrdina Arménie, nejvyšší státní vyznamenání.